# Grammy Award for Best Traditional Blues Album

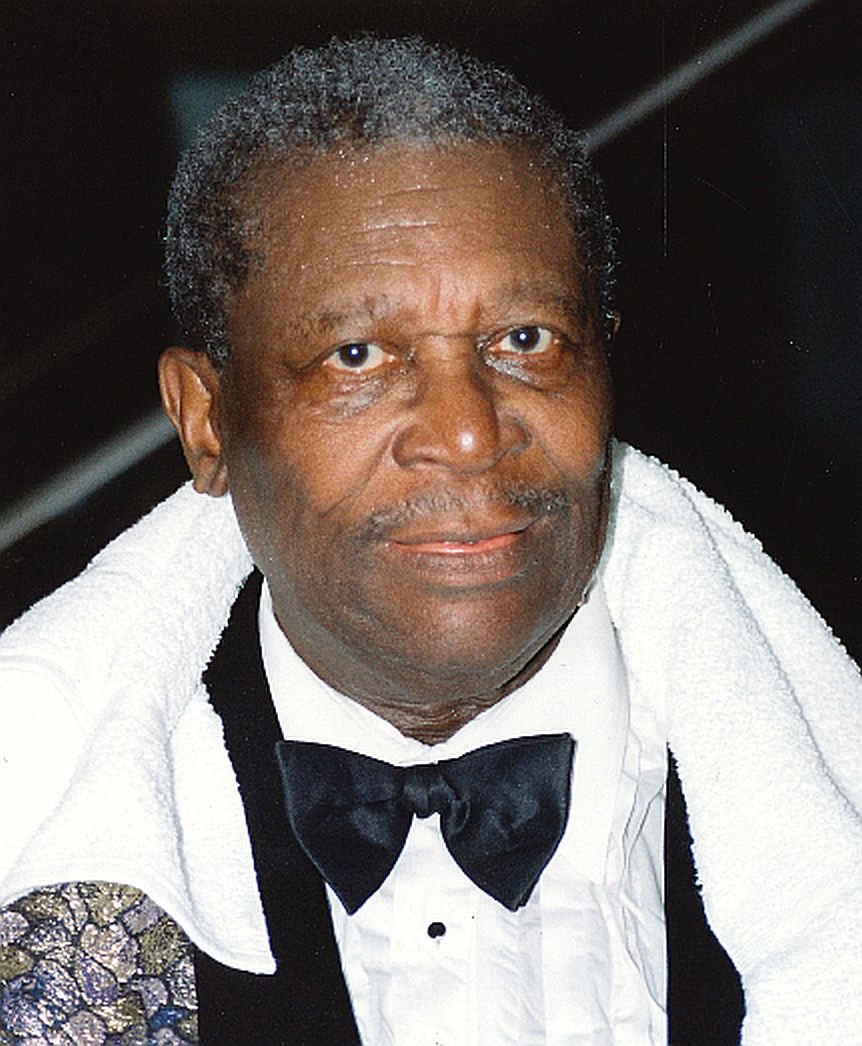
B.B. King hat den Grammy Award for Best Traditional Blues Album insgesamt 10 Mal erhalten

Der Grammy Award for Best Traditional Blues Album, auf Deutsch „Grammy-Auszeichnung für das beste traditionelle Blues-Album“, ist ein Musikpreis, der seit 1983 von der amerikanischen Recording Academy verliehen wird. Der Preis geht an Künstler für Alben aus dem Bereich der Bluesmusik.

## Geschichte und Hintergrund
Die seit 1959 verliehenen Grammy Awards werden jährlich in zahlreichen Kategorien von der Recording Academy in den Vereinigten Staaten vergeben, um künstlerische Leistung, technische Kompetenz und hervorragende Gesamtleistung ohne Rücksicht auf die Albumverkäufe oder Chartposition zu würdigen.
Eine dieser Kategorien ist der Grammy Award for Best Traditional Blues Album. Die Auszeichnung wird seit 1983 vergeben, jedoch nicht in den Jahren 2012 bis 2016. Bis 1992 wurde der Preis Grammy Award for Best Traditional Blues Performance genannt. Die Preiskategorie wurde nach der Verleihung der Grammy Awards 2011 in einer umfassenden Überarbeitung der Grammy-Kategorien eingestellt. Ab 2012 wurde die Kategorie mit der Kategorie Grammy Award for Best Contemporary Blues Album zur neuen Kategorie Grammy Award for Best Blues Album zusammengelegt. Im Jahr 2016 entschied sich die Recording Academy dafür, wieder zwei getrennte Preise für traditionelle und zeitgenössische Bluesaufnahmen zu vergeben.

## Gewinner und Nominierte
| Jahr                 | Gewinner | Nationalität                                                                                   | Album                                                                                          | Nominierte | Bild des/der Gewinner(s)                                                                       |
| -------------------- | --- | ---------------------------------------------------------------------------------------------- | ---------------------------------------------------------------------------------------------- | --- | ---------------------------------------------------------------------------------------------- |
| 1983                 | Clarence „Gatemouth“ Brown | Vereinigte Staaten                                                                             | Alright Again                                                                                  | - Johnny Otis – The New Johnny Otis Show - Hound Dog Taylor & the HouseRockers – Genuine Houserocking Music - Eddie „Cleanhead“ Vinson & Roomful of Blues – He Was a Friend of Mine - Sippie Wallace – Sippie |                                                                                                |
| 1984                 | B. B. King | Vereinigte Staaten                                                                             | Blues ’n’ Jazz                                                                                 | - Clarence „Gatemouth“ Brown – One More Mile - Albert King – San Francisco '83 - Big Joe Turner & Roomful of Blues – Blues Train - Stevie Ray Vaughan & Double Trouble – Texas Flood |                                                                                                |
| 1985                 | John P. Hammond, Stevie Ray Vaughan und Double Trouble, Sugar Blue, Koko Taylor und Blues Machine, Luther „Guitar Junior“ Johnson und J. B. Hutto and the New Hawks | Vereinigte Staaten                                                                             | Blues Explosion                                                                                | - Bobby Bland – You’ve Got Me Loving You - Albert King – I’m in a Phone Booth, Baby - Big Joe Turner – Kansas City Here I Come - Johnny Winter – Guitar Slinger |                                                                                                |
| 1986                 | B. B. King | Vereinigte Staaten                                                                             | My Guitar Sings the Blues                                                                      | - Bobby Bland – Live from Chicago: Mr. Superharp Himself! - Roy Buchanan – When a Guitar Plays the Blues - Koko Taylor – Queen of the Blues - Big Joe Turner und Jimmy Witherspoon – Patcha, Patcha, All Night Long - Big Joe Turner with Knocky Parker & His Houserockers – Big Joe Turner with Knocky Parker & His Houserockers - Johnny Winter – Serious Business |                                                                                                |
| 1987                 | Albert Collins, Robert Cray und Johnny Copeland | Vereinigte Staaten                                                                             | Showdown!                                                                                      | - Clarence „Gatemouth“ Brown – Pressure Cooker - James Cotton – Live from Chicago: Mr. Superharp Himself! - Willie Dixon – Live! Backstage Access - John Lee Hooker – Jealous |                                                                                                |
| 1988                 | Professor Longhair | Vereinigte Staaten                                                                             | Houseparty New Orleans Style                                                                   | - Albert Collins – Cold Snap - James Cotton – Take Me Back - Koko Taylor – Live from Chicago: An Audience with the Queen - Eddie „Cleanhead“ Vinson – Old Maid Boogie |                                                                                                |
| 1989                 | Willie Dixon | Vereinigte Staaten                                                                             | Hidden Charms                                                                                  | - Johnny Copeland – Ain’t Nothin’ But a Party - James Cotton – Live at Antone’s Nightclub - Guitar Slim Jr. – Story of My Life - Rockin’ Dopsie – Saturday Night Zydeco |                                                                                                |
| 1990                 | John Lee Hooker und Bonnie Raitt | Vereinigte Staaten                                                                             | I’m in the Mood                                                                                | - Ruth Brown – If I Can’t Sell It, I’ll Keep Sitting on It - Willie Dixon – Ginger Ale Afternoon - John Lee Hooker – The Healer - Memphis Slim – Memphis Blues: The Paris Sessions |                                                                                                |
| 1991                 | B. B. King | Vereinigte Staaten                                                                             | Live at San Quentin                                                                            | - Clarence „Gatemouth“ Brown – Standing My Ground - Ruth Brown und Linda Hopkins – T’aint Nobody's Bizness If I Do - John Lee Hooker, Earl Palmer, Tim Drummond, Miles Davis und Roy Rogers – Coming to Town - Little Milton – Too Much Pain |                                                                                                |
| 1992                 | B. B. King | Vereinigte Staaten                                                                             | Live at the Apollo                                                                             | - Charles Brown – All My Life - Johnnie Johnson – Johnnie B. Bad - John Lee Hooker – Mr. Lucky - Taj Mahal – Mule Bone |                                                                                                |
| 1993                 | Dr. John | Vereinigte Staaten                                                                             | Goin’ Back to New Orleans                                                                      | - Charles Brown – Someone to Love - Clarence „Gatemouth“ Brown – No Looking Back - John P. Hammond – Got Love If You Want It - Verschiedene Künstler – Roots of Rhythm and Blues: A Tribute to the Robert Johnson Era |                                                                                                |
| 1994                 | B. B. King | Vereinigte Staaten                                                                             | Blues Summit                                                                                   | - Albert Collins – Collins Mix: The Best Of - John Lee Hooker – Boom Boom - Taj Mahal – Dancing the Blues - Verschiedene Künstler – The Alligator Records 20th Anniversary Tour |                                                                                                |
| 1995                 | Eric Clapton | Vereinigtes Königreich                                                                         | From the Cradle                                                                                | - James Cotton – Living the Blues - John P. Hammond – Trouble No More - Charlie Musselwhite – In My Time - Otis Rush – Ain’t Enough Comin’ In |                                                                                                |
| 1996                 | John Lee Hooker | Vereinigte Staaten                                                                             | Chill Out                                                                                      | - Charles Brown – Charles Brown’s Cool Christmas Blues - Lowell Fulson – Them Update Blues - The Last Real Texas Blues Band featuring Doug Sahm – The Last Real Texas Blues Band featuring Doug Sahm - Roomful of Blues – Turn It On! Turn It Up! |                                                                                                |
| 1997                 | James Cotton | Vereinigte Staaten                                                                             | Deep in the Blues                                                                              | - John P. Hammond – Found True Love - The Muddy Waters Tribute Band – You’re Gonna Miss Me (When I’m Dead & Gone) - Junior Wells with Guest Slide Guitarists – Come On in This House - Jimmy Witherspoon – Live at the Mint |                                                                                                |
| 1998                 | John Lee Hooker | Vereinigte Staaten                                                                             | Don’t Look Back                                                                                | |                                                                                                |
| 1999                 | Otis Rush | Vereinigte Staaten                                                                             | Any Place I’m Going                                                                            | - Henry Gray, Calvin Jones, Sam Lay, Colin Linden und Hubert Sumlin mit Gästen – A Tribute to Howlin’ Wolf - John P. Hammond – Long as I Have You - Luther „Guitar Junior“ Johnson und The Magic Rockers – Got to Find a Way - Robert Lockwood Jr. – I Got to Find Me a Woman                                                                                        |                                                                                                |
| 2000                 | B.B. King | Vereinigte Staaten                                                                             | Blues on the Bayou                                                                             | - Bobby „Blue“ Bland – Memphis Monday Morning - Ruth Brown – A Good Day for the Blues - Odetta – Blues Everywhere I Go - Pinetop Perkins und Hubert Sumlin – Legends |                                                                                                |
| 2001                 | B. B. King und Eric Clapton | Vereinigte Staaten Vereinigtes Königreich                                                      | Riding with the King                                                                           | - James Cotton, Billy Branch, Charlie Musselwhite und Sugar Ray Norcia – Superharps - B. B. King – Let the Good Times Roll - Robert Lockwood Jr. – Delta Crossroads - Willie Nelson – Milk Cow Blues |                                                                                                |
| 2002                 | Jimmie Vaughan | Vereinigte Staaten                                                                             | Do You Get the Blues?                                                                          | - Maria Muldaur und verschiedene Künstler – Richland Woman Blues - Ike Turner & the Kings of Rhythm – Here and Now - James Blood Ulmer – Memphis Blood: The Sun Sessions - Verschiedene Künstler – Hellhound on My Trail: The Songs of Robert Johnson |                                                                                                |
| 2003                 | B. B. King | Vereinigte Staaten                                                                             | A Christmas Celebration of Hope                                                                | - R. L. Burnside – Burnside on Burnside - James Cotton Blues Band – 35th Anniversary Jam of the James Cotton Blues Band - Alvin Youngblood Hart – Down in the Alley - Verschiedene Künstler – Preachin’ the Blues: The Music of Mississippi Fred McDowell |                                                                                                |
| 2004                 | Buddy Guy | Vereinigte Staaten                                                                             | Blues Singer                                                                                   | - Eddy „The Chief“ Clearwater featuring Los Straitjackets – Rock ’n’ Roll City - Jay McShann – Goin’ to Kansas City - Roomful of Blues – That’s Right! - Kim Wilson – Lookin’ for Trouble! |                                                                                                |
| 2005                 | Etta James | Vereinigte Staaten                                                                             | Blues to the Bone                                                                              | - Eric Clapton – Me and Mr. Johnson - James Cotton – Baby, Don’t You Tear My Clothes - John Lee Hooker Jr. – Blues with a Vengeance - Pinetop Perkins – Ladies Man |                                                                                                |
| 2006                 | B.B. King & Friends | Vereinigte Staaten                                                                             | B. B. King & Friends: 80                                                                       | - Marcia Ball – Live! Down the Road - John P. Hammond – In Your Arms Again - Maria Muldaur – Sweet Lovin’ Ol’ Soul - Hubert Sumlin – About Them Shoes |                                                                                                |
| 2007                 | Ike Turner | Vereinigte Staaten                                                                             | Risin’ with the Blues                                                                          | - Tab Benoit with Louisiana’s LeRoux – Brother to the Blues - Dion – Bronx in Blue - James Hunter – People Gonna Talk - Duke Robillard – Guitar Groove-A-Rama |                                                                                                |
| 2008                 | Henry James Townsend, Pinetop Perkins, Robert Lockwood Jr. und David Honeyboy Edwards                                                                               | Vereinigte Staaten                                                                             | Last of the Great Mississippi Delta Bluesmen: Live in Dallas                                   | - Pinetop Perkins – Pinetop Perkins on the 88’s – Live in Chicago - Otis Rush – Live … and in Concert from San Francisco - Kenny Wayne Shepherd und verschiedene Künstler – 10 Days Out: Blues from the Backroads - Koko Taylor – Old School |                                                                                                |
| 2009                 | B. B. King | Vereinigte Staaten                                                                             | One Kind Favor                                                                                 | - Elvin Bishop – The Blues Rolls On - Buddy Guy – Skin Deep - John Lee Hooker Jr. – All Odds Against Me - Pinetop Perkins & Friends – Pinetop Perkins & Friends |                                                                                                |
| 2010                 | Ramblin’ Jack Elliott | Vereinigte Staaten                                                                             | A Stranger Here                                                                                | - The Mick Fleetwood Band featuring Rick Vito – Blue Again! - John P. Hammond – Rough & Tough - Duke Robillard – Stomp! The Blues Tonight - Verschiedene Künstler – Chicago Blues: A Living History |                                                                                                |
| 2011                 | Pinetop Perkins und Willie „Big Eyes“ Smith | Vereinigte Staaten                                                                             | Joined at the Hip                                                                              | - James Cotton – Giant - Cyndi Lauper – Memphis Blues - Charlie Musselwhite – The Well - Jimmie Vaughan – Plays Blues, Ballads & Favorites |                                                                                                |
| 2012                 | In den Jahren 2012 bis 2016 wurde die Auszeichnung Grammy Award for Best Blues Album vergeben.                                                                      | In den Jahren 2012 bis 2016 wurde die Auszeichnung Grammy Award for Best Blues Album vergeben. | In den Jahren 2012 bis 2016 wurde die Auszeichnung Grammy Award for Best Blues Album vergeben. | In den Jahren 2012 bis 2016 wurde die Auszeichnung Grammy Award for Best Blues Album vergeben. | In den Jahren 2012 bis 2016 wurde die Auszeichnung Grammy Award for Best Blues Album vergeben. |
| 2013                 | In den Jahren 2012 bis 2016 wurde die Auszeichnung Grammy Award for Best Blues Album vergeben.                                                                      | In den Jahren 2012 bis 2016 wurde die Auszeichnung Grammy Award for Best Blues Album vergeben. | In den Jahren 2012 bis 2016 wurde die Auszeichnung Grammy Award for Best Blues Album vergeben. | In den Jahren 2012 bis 2016 wurde die Auszeichnung Grammy Award for Best Blues Album vergeben. | In den Jahren 2012 bis 2016 wurde die Auszeichnung Grammy Award for Best Blues Album vergeben. |
| 2014                 | In den Jahren 2012 bis 2016 wurde die Auszeichnung Grammy Award for Best Blues Album vergeben.                                                                      | In den Jahren 2012 bis 2016 wurde die Auszeichnung Grammy Award for Best Blues Album vergeben. | In den Jahren 2012 bis 2016 wurde die Auszeichnung Grammy Award for Best Blues Album vergeben. | In den Jahren 2012 bis 2016 wurde die Auszeichnung Grammy Award for Best Blues Album vergeben. | In den Jahren 2012 bis 2016 wurde die Auszeichnung Grammy Award for Best Blues Album vergeben. |
| 2015                 | In den Jahren 2012 bis 2016 wurde die Auszeichnung Grammy Award for Best Blues Album vergeben.                                                                      | In den Jahren 2012 bis 2016 wurde die Auszeichnung Grammy Award for Best Blues Album vergeben. | In den Jahren 2012 bis 2016 wurde die Auszeichnung Grammy Award for Best Blues Album vergeben. | In den Jahren 2012 bis 2016 wurde die Auszeichnung Grammy Award for Best Blues Album vergeben. | In den Jahren 2012 bis 2016 wurde die Auszeichnung Grammy Award for Best Blues Album vergeben. |
| 2016                 | In den Jahren 2012 bis 2016 wurde die Auszeichnung Grammy Award for Best Blues Album vergeben.                                                                      | In den Jahren 2012 bis 2016 wurde die Auszeichnung Grammy Award for Best Blues Album vergeben. | In den Jahren 2012 bis 2016 wurde die Auszeichnung Grammy Award for Best Blues Album vergeben. | In den Jahren 2012 bis 2016 wurde die Auszeichnung Grammy Award for Best Blues Album vergeben. | In den Jahren 2012 bis 2016 wurde die Auszeichnung Grammy Award for Best Blues Album vergeben. |
| 2017                 | Bobby Rush | Vereinigte Staaten                                                                             | Porcupine Meat                                                                                 | - Lurrie Bell – Can’t Shake This Feeling - Joe Bonamassa – Live at the Greek Theatre - Luther Dickinson – Blues & Ballads (A Folksinger’s Songbook: Volumes I & II) - Vasti Jackson – The Soul of Jimmie Rodgers |                                                                                                |
| 2018                 | The Rolling Stones | Vereinigtes Königreich                                                                         | Blue & Lonesome                                                                                | - Eric Bibb – Migration Blues - Elvin Bishop’s Big Fun Trio – Elvin Bishop’s Big Fun Trio - R. L. Boyce – Roll and Tumble - Guy Davis und Fabrizio Poggi – Sonny & Brownie’s Last Train |                                                                                                |
| 2019                 | Buddy Guy | Vereinigte Staaten                                                                             | The Blues Is Alive and Well                                                                    | - Elvin Bishop’s Big Fun Trio – Something Smells Funky ’Round Here - Cedric Burnside – Benton County Relic - Ben Harper und Charlie Musselwhite – No Mercy in This Land - Maria Muldaur – Don’t You Feel My Leg (The Naughty Bawdy Blues of Blue Lu Barker) |                                                                                                |
| 2020 26. Januar 2020 | Delbert McClinton & Self-Made Men | Vereinigte Staaten                                                                             | Tall, Dark & Handsome                                                                          | - Christone “Kingfish” Ingram – Kingfish - Bobby Rush – Sitting on Top of the Blues - Jimmie Vaughan – Baby, Please Come Home - Jontavious Willis – Spectacular Class |                                                                                                |
| 2021 14. März 2021   | Bobby Rush | Vereinigte Staaten                                                                             | Rawer Than Raw                                                                                 | - Frank Bey – All My Dues Are Paid - Don Bryant – You Make Me Feel - Robert Cray Band – That’s What I Heard - Jimmy „Duck“ Holmes – Cypress Grove |                                                                                                |
| 2022 3. April 2022   | Cedric Burnside | Vereinigte Staaten                                                                             | I Be Trying                                                                                    | - Elvin Bishop & Charlie Musselwhite – 100 Years of Blues - Blues Traveler – Traveler’s Blues - Guy Davis – Be Ready When I Call You - Kim Wilson – Take Me Back |                                                                                                |
| 2023 5. Februar 2023 | Taj Mahal & Ry Cooder | Vereinigte Staaten                                                                             | Get on Board                                                                                   | - Gov’t Mule – Heavy Load Blues - Buddy Guy – The Blues Don’t Lie - John Mayall – The Sun Is Shining Down - Charlie Musselwhite – Mississippi Son |                                                                                                |
| 2024 4. Februar 2024 | Bobby Rush | Vereinigte Staaten                                                                             | All My Love for You                                                                            | - Eric Bibb – Ridin’ - Mr. Sipp – The Soul Side of Sipp - Tracy Nelson – Life Don’t Miss Nobody - John Primer – Teardrops for Magic Slim Live at Rosa’s Lounge | Bobby Rush 2020                                                                                |
| 2025 2. Februar 2025 | Taj Mahal Sextet | Vereinigte Staaten                                                                             | Swingin’ Live at the Church in Tulsa                                                           | - Hill Country Love von Cedric Burnside - Struck Down von den Fabulous Thunderbirds - One Guitar Woman von Sue Foley - Sam’s Place von Little Feat |                                                                                                |